# Ruellia geminiflora
Espèce
Classification phylogénétique
Ruellia geminiflora  est une espèce de plantes à fleurs du genre Ruellia de la famille des Acanthaceae. C'est une plante herbacée originaire d’Amérique du Sud, d’Argentine, de Guyane, du Venezuela et du Brésil où elle pousse dans les types de végétations Caatinga et Cerrado.
Sa description en latin fut publiée pour la première fois en 1817 dans le volume 2 de l’ouvrage de Karl Sigismund Kunth, "Nova genera et species plantarum", en page 240.

## Synonymes
Selon "The Plant List" 7 juin 2012
- Copioglossa pilosa Miers
- Dipteracanthus angustifolius (Nees) Bremek.
- Dipteracanthus canescens Nees
- Dipteracanthus geminiflorus (Kunth) Nees
- Dipteracanthus geminiflorus var. angustifolius Nees
- Dipteracanthus geminiflorus var. erectus Nees
- Dipteracanthus geminiflorus var. hirsutior Nees
- Dipteracanthus geminiflorus var. procumbens Nees
- Dipteracanthus geminiflorus var. subacaulis Nees
- Dipteracanthus hirsutus Vell.
- Dipteracanthus humilis Nees
- Dipteracanthus humilis var. diffusus Nees
- Dipteracanthus humilis var. minor Nees
- Dipteracanthus nanus Nees
- Dipteracanthus porrigens Nees
- Dipteracanthus porrigens var. triflorus Nees
- Dipteracanthus vindex Nees
- Dyschoriste humilis f. variegata Stuck.
- Gymnacanthus campestris Oerst.
- Gymnacanthus geminiflorus (Kunth) Oerst.
- Ruellia campestris (Oerst.) Hemsl.
- Ruellia elliptica Rusby
- Ruellia geminiflora f. albiflora Kuntze
- Ruellia geminiflora var. angustifolia (Nees) Griseb.
- Ruellia geminiflora var. hirsutior (Nees) Hicken
- Ruellia geminiflora var. hirsutior Nees
- Ruellia hirsuta Vell.
- Ruellia hirsuta Lindau
- Ruellia humilis (Nees) Lindau
- Ruellia hypericifolia Rusby
- Ruellia vindex (Nees) Lindau
- Ulleria angustifolia (Nees) Bremek.
- Ulleria geminiflora (Kunth) Bremek.